# Tony Jaa
Panom Yeerum (thaï : พนม ยีรัมย์) ou Tatchakorn Yeerum (thaï: ทัชชกร ยีรัมย์; RTGS: Thatchakon Yiram; API : tʰát.t͡ɕʰā.kɔ̄ːn jīː.rām) , connu en Occident sous le nom de Tony Jaa et en Thaïlande sous le nom de Jaa Phanom (thaï: จา พนม; RTGS: Cha Phanom; API : t͡ɕāː pʰā.nōm), est un acteur thaïlandais d'arts martiaux.
C'est aussi un chorégraphe spécialisé en Muay boran et Taekwondo, en Aïkido, en Jiu-jitsu brésilien et en saut ainsi que dans le maniement d'épées et en gymnastique (mais il n'a jamais fait de carrière de boxeur professionnel).
Tony Jaa est avec Mitr Chaibancha (มิตร ชัยบัญชา), Sombat Metanee (สมบัติ เมทะนี) et Sorapong Chatree (สรพงษ์ ชาตรี) l'un des plus populaires acteurs de cinéma en Thaïlande.

## Biographie
Tony Jaa est né le 5 février 1976 à Kok Sung dans la province de Surin (Isan, nord-est de la Thaïlande).

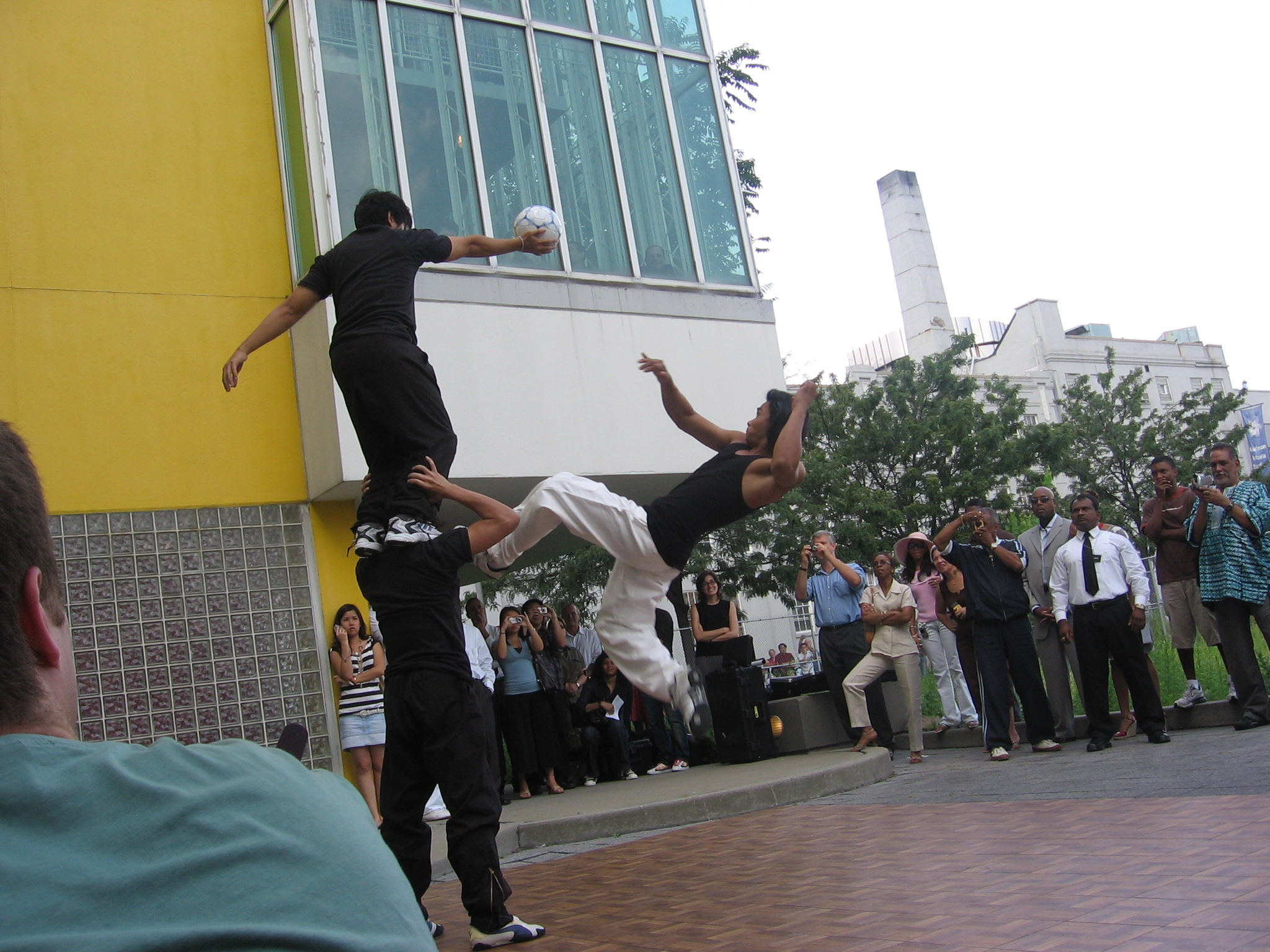
Tony Jaa en août 2006 lors d'une démonstration à l'American Museum of the Moving Image (Astoria, Queens, NYC)

À 15 ans, Tony Jaa devient l'élève de Panna Rittikrai qui dirige une équipe de cascadeurs nommée Muay Thai Stunt (une équipe dans laquelle s'entraînent aussi Dan Chupong et Kawee Sirikhanaerat). Jaa débute à l'âge de 16 ans dans le film Singh Siam (สิงห์ สยาม) (1992) et fait diverses apparitions dans ses très nombreux films.
Ensuite, il étudie au Maha Sarakham College of Physical Education et s'entraîne en divers sports et dans de multiples arts martiaux.
Il continue à travailler en tant que cascadeur et est un des doubleurs des acteurs en 1997 dans le film Mortal Kombat : Destruction finale (Mortal Kombat: Annihilation).
Son premier grand film, dans lequel il tient le rôle principal de Ting, est Ong-bak, film coréalisé en 2003 avec Panna Rittikrai. Ce film récolte un succès mondial auprès d'un public spécialisé dans les arts martiaux. Les gens retrouvent peut-être avec Tony Jaa dans la muay thaï ce qu'ils avaient perdu au niveau du kung-fu avec la disparition de Bruce Lee et le vieillissement de Jet Li dans la sphère chinoise. Tony Jaa s'est patiemment entraîné des années durant pour ce film et il y effectue toutes les cascades sans assistance technique ou effets spéciaux. Ensuite, il a de nouveau le rôle principal dans un autre film : Tom-Yum-Goong (The Protector aux États-Unis).
Il déclare avoir été influencé dès sa jeunesse par les stars chinoises de films d'actions : Bruce Lee, Jet Li et Jackie Chan, bien que son style de combat dans Ong-Bak soit fidèle à ses racines thaïlandaises.
Le talent de Tony Jaa en tant qu'acteur expert en arts martiaux, notamment sa performance dans Ong-bak, impressionne de nombreux spectateurs. Le nombre de ses admirateurs croît à travers le monde. Son extrême popularité parmi les jeunes d'Amérique du Nord (mais aussi parmi toutes les tranches d'âge) pourrait s'expliquer par la similarité entre ses mouvements et ceux des combattants de jeux d'arts martiaux. Nombre de ses mouvements semblent en effet impossible à réaliser physiquement, et ressemblent à ceux utilisés dans les jeux vidéo.
Le 28 mai 2010, il décide de se retirer dans un temple de la province de Surin et de devenir moine bouddhiste. C'est une pratique courante dans la vie des thaïlandais, qui deviennent souvent bonzes pour une durée indéterminée. Des rumeurs disent que ce choix de se retirer du monde du cinéma et de rejoindre temporairement le monde des bonzes serait dû à un désaccord avec sa société de production avec laquelle il a un contrat sur plusieurs années ; d'autres rumeurs affirment qu'une grave blessure menaçait alors sa carrière. Au début de l'année 2011, on raconte que Tony Jaa n'est maintenant plus bonze.
En mai 2012, Tony Jaa se marie avec sa petite amie de longue date, Piyarat Chotiwattananont. Un mariage symbolisant probablement la fin de sa période monastique. Le 6 octobre 2012, Tony Jaa devient père d'une petite fille.
Le site "Cinema Teaser" rapporte que l'acteur est impliqué dans deux projets cinématographiques. Cela signe son retour dans le cinéma d'action.
En 2013, il joue dans Fast and Furious 7 réalisé par James Wan aux côtés de Paul Walker et Vin Diesel. À la suite d'un conflit avec sa société de production Sahamangkol Film, la projection du film Fast and Furious 7 est suspendue en Thaïlande.
En juin 2016, Tony Jaa et le joueur et entraîneur de football thaïlandais Kiatisak Senamuang soutiennent la campagne contre le commerce de l'ivoire menée par le WWF de Thaïlande. En janvier 2017, il affiche de nouveau son militantisme pour l'écologie en participant au nettoyage de la plage de Ban Krut à Bang Saphan.
Tony Jaa continue de jouer régulièrement dans des films d'action (Skin Trade, Master Z : Ip Man Legacy, Triple Threat etc.).

## Filmographie
- 1992 : Singh Siam (สิงห์ สยาม)
- 1994 : Spirit WarriorTony Jaa / พนม ยีรัมย์

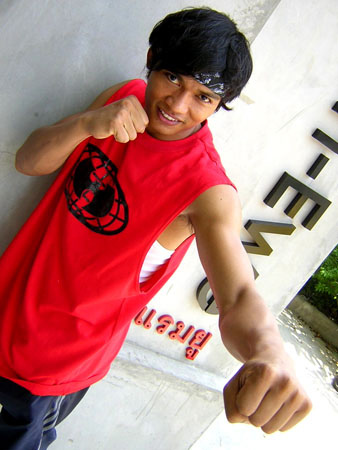
Tony Jaa / พนม ยีรัมย์

- 1996 : Mue Prab Puen Hode (มือ ปราบ ปืน โหด- aka Hard Gun ; sorti en DVD en France en 2011 sous le titre : Muay Thai Assassin : le sang du dragon)
- 1996 : Battle Warrior
- 2003 : Ong-bak : Ting
- 2004 : Bodyguard : Combattant supermarché
- 2005 : L'Honneur du dragon : Kham
- 2007 : The Bodyguard 2 : Vendeur d'éléphant
- 2009 : Ong-bak 2 : La Naissance du dragon : Tien
- 2010 : Ong-bak 3 : L'Ultime Combat : Tien
- 2013 : L'Honneur du dragon 2 : Kham
- 2015 : Fast and Furious 7 : Louie Kiet
- 2015 : Skin Trade : Tony Vitayakul
- 2015 : SPL 2 : A Time for Consequences : Chatchai
- 2016 : Never Back Down: No Surrender : lui-même
- 2017 : XXX: Reactivated de D. J. Caruso : Talon
- 2017 : Paradox : Tak
- 2018 : Master Z: Ip Man Legacy (Chinois : 葉問外傳：張天志) : Sadi, the warrior
- 2019 : Triple Threat de Jesse V. Johnson : Payu
- 2020 : Monster Hunter de Paul W. S. Anderson : le chasseur
- 2020 : Jiu Jitsu de Dimitri Logothetis
- 2022 : Expendables 4 (The Expendables 4) de Scott Waugh

## Voix francophones
En France
- Stéphane Marais[17] dans :
  - Ong-bak
  - Ong-bak 2 : La Naissance du dragon

- Antoni Lo Presti (Belgique) dans :
  - L'Honneur du dragon 2
  - Triple Threat

Et aussi
- Yannick Blivet dans Spirit Warrior[17]
- Adrien Solis dans Muay Thai Assassin : Le Sang du dragon[17]
- Fabrice Josso dans L'Honneur du dragon
- Fabrice Colombero dans Ong-bak 3 : L'Ultime Combat
- Philippe Chaine dans Jiu Jitsu
- Anatole Yun dans Monster Hunter[17]
- Alexandre Nguyen dans Expendables 4

## Postérité
Les films thaïlandais les plus connus en France et dans le monde sont deux films réalisés par Prachya Pinkaew avec pour acteur principal Tony Jaa : Ong-bak et L'Honneur du dragon (Tom yum goong / The protector) ; ainsi que Oncle Boonmee, celui qui se souvient de ses vies antérieures de Apichatpong Weerasethakul (Palme d'or au festival de Cannes 2010).
Curieusement, le film de Tony Jaa qui a connu le plus de succès en Thaïlande n'est pas Ong-bak mais L'Honneur du dragon que l'on trouve dans le top 10 du box office des films thaïlandais.